# Wolfgang Decker (Schauspieler)
Wolfgang Decker (* 16. September 1971 in Karlsruhe) ist ein deutscher Schauspieler.
Wolfgang Decker begann seine Ausbildung zum Schauspieler im November 1999 bei Dieter E. Neuhaus. Ab Mitte 2000 besuchte er bis 2002 die Schauspielschule Stuttgart. Von 2002 bis 2003 bekam er Einzelunterricht bei Diane Marstboom, Marc Aisenbrey und Carlo Benz. Nach kleineren Auftritten im Theater begann er 2003 in ersten Fernsehproduktionen zu arbeiten. So trat er in verschiedenen Kurzfilmen und auch in einzelnen Folgen verschiedener Pseudo-Doku-Serien auf. Zusätzlich war Decker häufig in Imagefilmen und Werbespots zu sehen. In dem Film Parkour hatte er 2009 eine Nebenrolle als Kellner inne.

## Filmografie
- 2003: Strafgericht Barbara Salesch (1 Folge)
- 2003: Glückliche Tage VI – Bis auf die Knochen
- 2004: Goodbye (Kurzfilm)
- 2005: Glückliche Tage VII – Die Rolle ihres Lebens
- 2006–2007: K11 – Kommissare im Einsatz (2 Folgen, verschiedene Rollen)
- 2008: Der Fluß
- 2009: Parkour
- 2012: SOKO Stuttgart – Um Haaresbreite